# Lauren MacMullan
Lauren Hunter MacMullan (Boston, Massachusetts, 30 de abril de 1964) é uma cineasta e animadora americana. Como reconhecimento, foi nomeada ao Oscar 2014 na categoria de Melhor Animação em Curta-metragem por Get a Horse!.